# 比克島

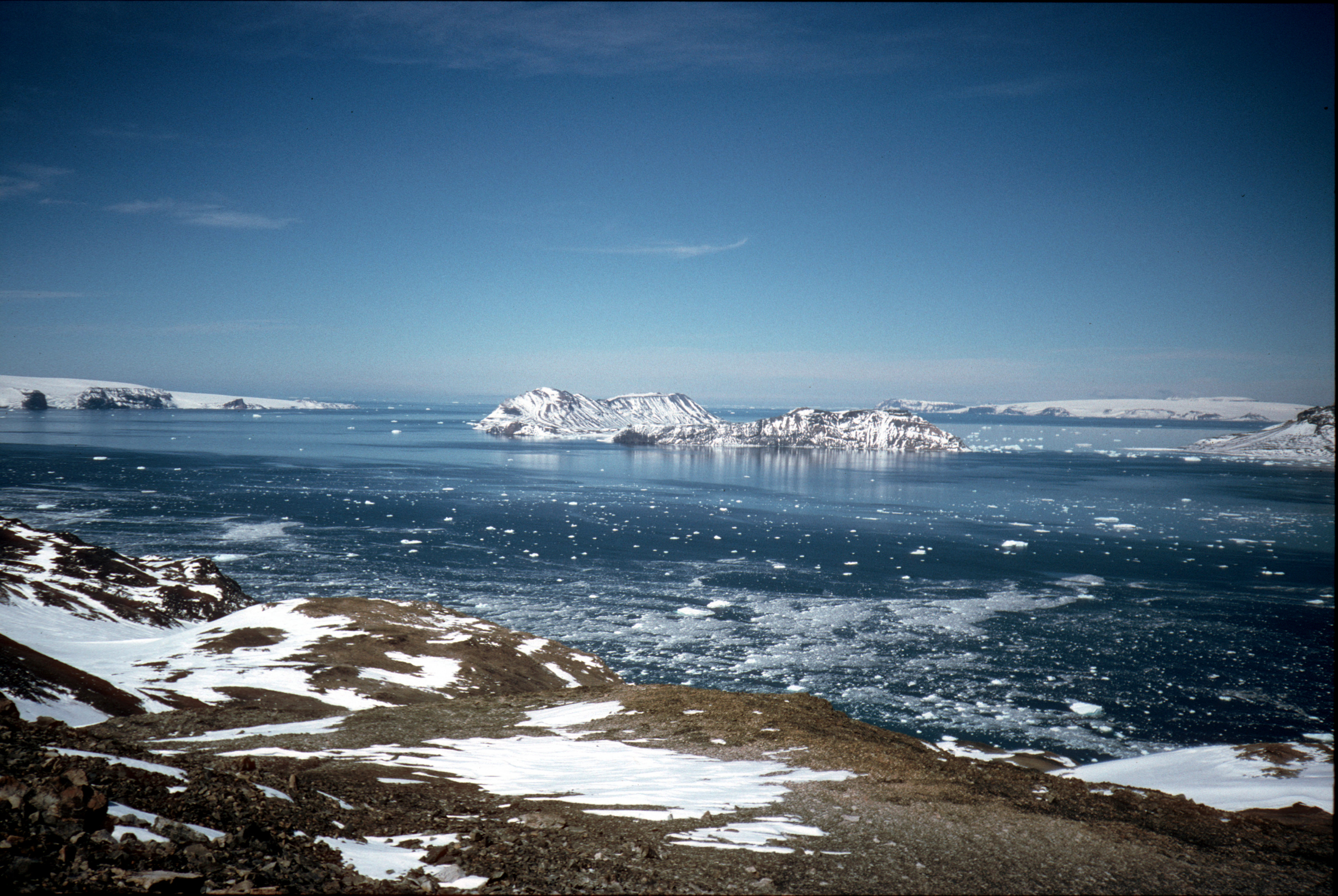

比克島（英語：Beak Island）是南極洲的島嶼，位於葛拉漢地的特里尼蒂半島，處於鷹島東北面1公里的古斯塔夫王子海峽，長7公里，最高點海拔高度360米，由瑞典探險隊命名，現時由南極條約體系管理。